# Yasuhiro Kobayashi
 (décembre 2016).
Si vous disposez d'ouvrages ou d'articles de référence ou si vous connaissez des sites web de qualité traitant du thème abordé ici, merci de compléter l'article en donnant les références utiles à sa vérifiabilité et en les liant à la section « Notes et références ».
Yasuhiro Kobayashi dit Coba (小林 靖宏), né le 29 avril 1959 à Nagano, est un musicien, accordéoniste, compositeur et arrangeur japonais. 

## Biographie
Il a commencé à jouer de l'accordéon à neuf ans. À l'âge de 18 ans il déménage en Italie afin de perfectionner ses compétences musicales dans l'établissement d'enseignement local et a obtenu son diplôme avec honneurs.
En avril 1979, il gagne le concours d'accordéonistes du Japon et en septembre, fait de même en Italie. En octobre 1980 il est reconnu comme le meilleur accordéoniste d'Autriche[réf. nécessaire].
En 1990 il collabore avec Björk en enregistrant son album et tourne dans plus de soixante pays. Tout au long de sa carrière, il travaille aussi avec Goldie, 808 State, Underworld, Plaid et Howie B.
En 1996 le magazine français Nova Magazine a nommé Roots meilleur album. En 2001, il reçoit le prix de « Meilleur compositeur de l'année » pour ses bandes sonores par la Japanese Award Academy. 

## Musiques de film
- 2000 : Le Visage (顔, Kao?) de Junji Sakamoto